# Габриэль-и-Галан, Хосе Мария

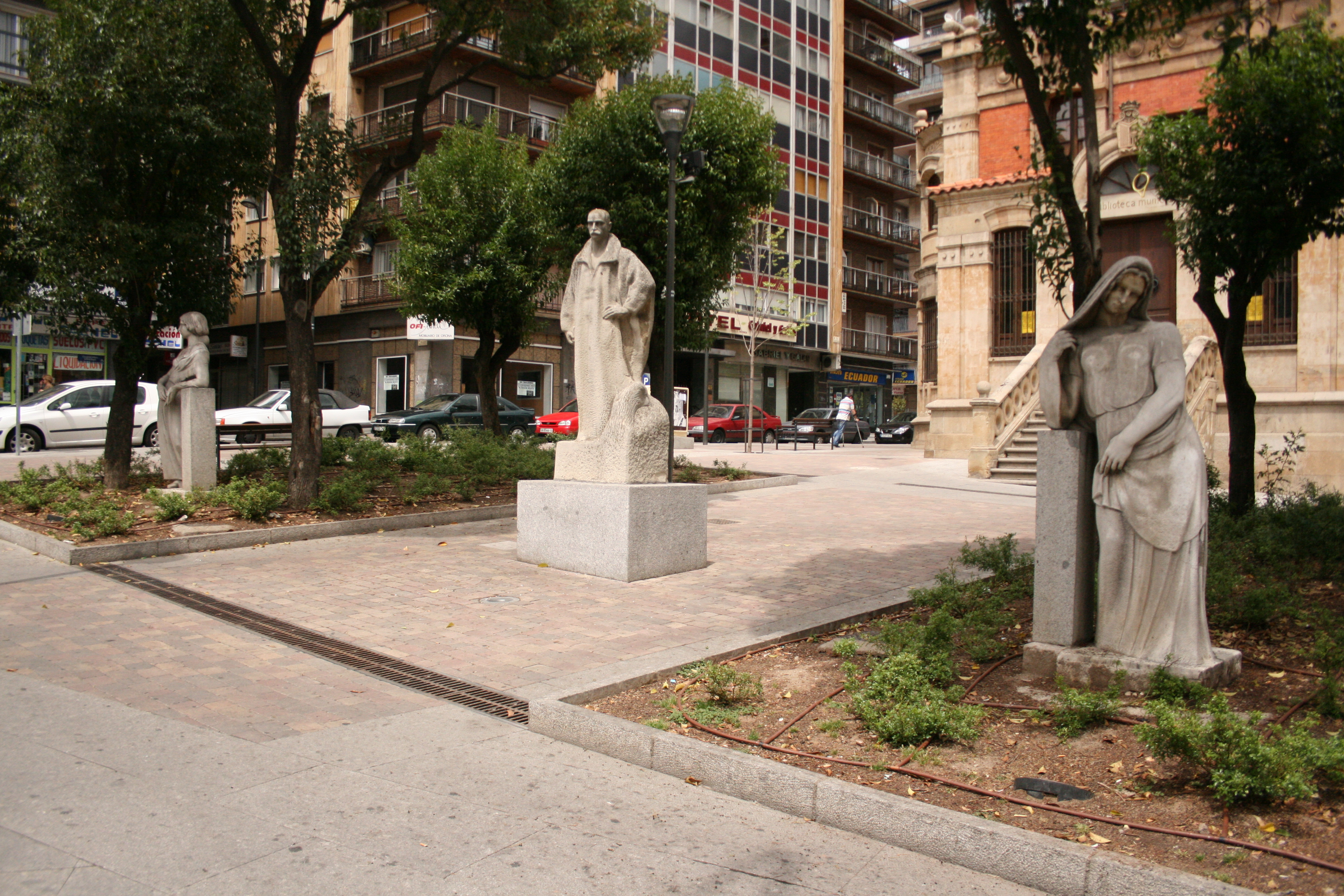
Памятник поэту в Саламанке

Хосе Мария Габриэль-и-Галан (исп. José María Gabriel y Galán; 28 июня 1870, Фрадес-де-ла-Сьерра, Саламанка — 6 января 1905, Гихо-де-Гранадилья, Касерес) — испанский поэт, писал на испанском (кастильском) языке и эстремадурском наречии.

## Биография
Родился и провёл детство в сельских областях Эстремадуры, в имении родителей. Получив образование в Саламанке и Мадриде, вскоре, однако вернулся в родную Эстрамадуру. Современники вспоминали его как тихого, замкнутого и религиозного человека.
Хотя стихи Габриэль-и-Галан начал писать рано, громкий успех к нему пришёл в 1901 году, когда он принял участие в поэтическом конкурсе в Саламанке, на котором председательствовал Мигель де Унамуно. Стихотворение Габриэля-и-Галана «La ama» было признано лучшим, и автор получил традиционный венок. Причём особое внимание на стихотворение и его автора обратил Мигель де Унамуно, пожелавший познакомиться с молодым поэтом из глубинки. После этой встречи и до конца жизни Габриэль-и-Галан и Унамуно поддерживали переписку. В следующем году Габриэль-и-Галан с триумфом выступает на еще одном поэтическом фестивале в Сарагосе, после чего награды следуют одна за другой — причём не только в Испании, в 1904 году его поэма «Canto del trabajo» получает награду в Аргентине. Вклад поэта в испанскую литературу мог бы быть большим, если бы не его преждевременная смерть. В 1905 году Хосе Мария Габриэль-и-Галан заболел пневмонией и вскоре скончался в эстремадурском городке Гихо-де-Гранадилья, которому незадолго до этого посвятил одно из своих стихотворений.

## Творчество
Личные качества поэта, его глубокая религиозность и жизнь в отдалённом сельском регионе сказались на его творчестве. При влиянии поэзии модернизма на форму, по сути его произведения оставались глубоко традиционалистическими, с сильным католическим подтекстом. Другой особенностью было то, что часть своих произведений Хосе Мария Габриэль-и-Галан написал на своём родном верхнеэстремадурском диалекте («альто-эстременьо»), который ранее никогда не использовался в серьёзной литературе и рассматривался как простонародное наречие. Хотя основной известностью Габриэль-и-Галан обязан своим испаноязычным произведениям, тем не менее его опыты на «эстременьо» пробудили среди некоторых представителей творческой интеллигенции края интерес к местному языку.